# Villarreal (Teksas)
Villarreal je naseljeno mjesto za statističke potrebe u američkoj saveznoj državi Teksas. Prema popisu stanovništva iz 2010. u njemu je živjelo 131 stanovnika.